# UB-115号潜艇
陛下之UB-115号艇是德意志帝国海军于第一次世界大战期间建造的其中一艘UB-III型近岸潜艇或称U艇。它由汉堡的布洛姆与福斯船厂承建，于1917年11月4日新船下水，至1918年5月28日交付使用。其全长55.3米，水面及水下排水量分别为519吨和649吨，艇载武器则包括五具500毫米鱼雷发射管以及一门105毫米口径甲板炮。UB-115号入役后曾被部署至佛兰德区舰队，并参与了大西洋潜艇战。但在两次巡逻期间，该艇仅击沉过1艘容积总吨为336吨的英国商船。1918年9月29日，UB-115号在英格兰东岸的滨海牛顿附近遭多艘英国军舰及飞艇合力击沉。

## 设计
UB-115号是汉堡布洛姆与福斯船厂承建的第三批次（UB-103至UB-117号）UB-III型潜艇之一，由德意志帝国海军潜艇监察局于1917年2月6日订购，至同年11月4日下水。其全长55.30米，舷宽5.80米。艇体采用双壳体结构，水面及水下排水量分别为519吨和649吨，浮起时的吃水深度为3.70米。由于无需像UC-II型艇那样提供水雷布设装置，设计工程师对潜艇舷弧进行了优化，增大了司令塔体积，配备两具潜望镜，司令塔与控制室之间增加一道水密舱壁。这些改进显著提高了潜艇的水下机动性和生存力。为了达到更高的航速，UB-115号采用两台猛狮-伏尔铿六缸四冲程550匹公制馬力（405千瓦特）柴油机用于水面运行，以及两台394匹公制馬力（290千瓦特）的AEG电动发电机用于水下航行；水面最高航速13.3節（24.6每小時），水下7.5節（13.9每小時）；能够在水面以6節（11每小時）航速续航7,420海里（13,740），或以4節（7.4每小時）连续在水下航行55海里（102）而无需充电。
UB-115号的主武器为五具500毫米艇艏鱼雷发射管，其中艇艏四具采用层叠式布局分居两侧、艇艉一具，并可搭载合共10枚G6型鱼雷。辅助武器则是一门105毫米45倍径速射炮。其标准船员编制为3名军官加31名水兵。

## 服役历史
1918年5月28日，UB-115号在前UC-11号艇长、时年27岁的海军中尉赖因霍尔德·汤姆森的指挥下正式入役，随即展开海试。完成海试后，该艇独力巡逻抵达比利时，于9月3日加入佛兰德区舰队，并参与了大西洋潜艇战。两周后，即9月18日，汤姆森率UB-115号从泽布吕赫启航，前往英格兰东岸展开例行巡逻，成为这座比利时港口被协约国占领之前，最后一艘离港作战的德国潜艇。随艇出行的还有一名曾在纽伦堡号小巡洋舰上服役的受训军官：海军上尉阿尔弗雷德·科尔曼。尽管科尔曼的军衔较汤姆森更高，但他在这次巡逻中的角色只是观察和学习。
UB-115号于9月20日左右在弗兰伯勒角初见陆地。艇只正向北行。一天后，它在距桑德兰东南约1.5海里（2.8）处发现并击沉了英国货轮斯泰兹号（Staithes）。斯泰兹号是一艘容积总吨为336吨的蒸汽船，定期在马尔格雷夫港至蒂斯河或泰恩河之间行驶。当汤姆森发射鱼雷击中它时，斯泰兹号正搭载着铁矿石独自北行前往泰恩河，并造成4人罹难。

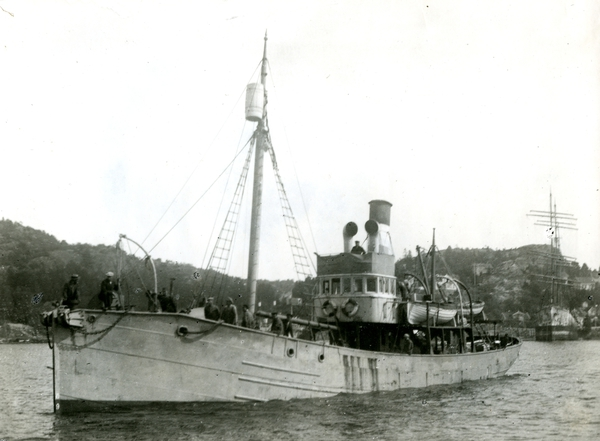
协同击沉UB-115号的原堇菜号拖网船

至9月29日，UB-115号开始在纽比金周边活动。布莱斯的监听站于10:16发现了一艘潜艇，但未能追踪到任何轨迹。在13:29，以东福琼为基地的R29号飞艇的机组人员在一支护航船队前方侦察时，发现海面上有浮油。随后，R29号投下两枚230英磅（100）的炸弹，向船队的护航驱逐舰乌兹河号和星号指明位置。乌兹河号起初无法找到浮油的位置，直至R29号再分别投下一枚炸弹和一枚荧光弹。这一次，两艘驱逐舰继续在间隔50英尺（15）、100英尺（30）和200英尺（61）的范围内投掷了七枚深水炸弹，而包括堇菜号号在内的多艘武装拖网船也加入搜寻，又投下了多十枚炸弹。驱逐舰之后中断攻击，返回船队继续为其护航；拖网渔船则持续展开搜寻，并利用水听器监听。UB-115号曾于14:00左右启动引擎，但很快又停了下来，因为拖网船依靠水听器又投放了12枚深水炸弹。一小时后，潜艇引擎再度重启，随即又有两枚深水炸弹将油污带上来。到这个阶段，UB-115号可能已损坏损毁，无法到达水面。在16:00到18:25之间，尽管偶有深水炸弹落下，潜艇还是不停地发动引擎。人们听到潜艇试图逃跑，但未能成功，直至最终所有声响都消失了。到翌日清晨，海面上满布油迹和泡沫，证实UB-115号已然沉没。艇内39名官兵全数在沉没中阵亡，残骸则留在距滨海牛顿东北约4.5海里（8.3）、即55°13′N 1°22′W / 55.217°N 1.367°W的海底。
击沉UB-115号被视为早期多兵种联合作战的绝佳范例。英国国家档案馆所收录的沉船事件的官方报道表示：“在攻击期间，驱逐舰、飞艇和拖网船都以最能干、最高效和最和谐的方式协同作战，这反映了有关各方的最大荣誉。其中飞艇以其巧妙的瞭望和高效的信号发送而显得尤为突出”。R29号的飞行员戈弗雷·梅因·托马斯少校在当时年仅23岁，并因其英勇行为被授予杰出飞行十字勋章。而参与行动的舰只的多名官兵也分别获颁杰出服务勋章或杰出服务十字勋章。
UB-115号的残骸分为两部分，被软珊瑚和当地发电厂产生的粉煤灰积体所覆盖。时间、缺乏尊重和环境对UB-115号的残骸影响巨大。根据1973年的报道，其残骸呈直立姿态，缠绕着渔网，沉没在水深44米的地方。首先是运动潜水员探访过沉船，然后是1995年的商业打捞。后者对海上战争坟墓极为缺乏尊重，他们用炸药把UB-115号炸碎，然后系统性地将其揭开。尽管当地对正在发生的事情有充分的了解，但当局并未采取行动来保护这座战争坟墓。之后，运动潜水员如同腐肉一般回来，把剩下的东西都扒光。残骸如今是一堆难以辨认的碎片，散落在半隐半埋的龙骨两侧，沉入沙中。对残骸进行司法鉴定已不可行。

## 袭击历史摘要
| 日期          | 船名     | 船籍 | 吨位 | 结局 |
| ------------- | -------- | ---- | ---- | ---- |
| 1918年9月21日 | 斯泰兹号 | 英国 | 336  | 击沉 |

## 脚注
1. ↑  Rössler，第66頁.
2. 1 2 3  Helgason, Guðmundur. . German and Austrian U-boats of World War I - Kaiserliche Marine - Uboat.net.   [2022-06-08].
3. 1 2 3 4  Gröner 1991，第25-30頁.
4. 1 2  Helgason, Guðmundur. . German and Austrian U-boats of World War I - Kaiserliche Marine - Uboat.net.   [2015-03-10].
5. ↑  陈进，第239頁.
6. 1 2 3 4  . North East at War. 2019-06-07  [2022-06-07]. （原始内容存档于2021-09-20）.
7. ↑  Helgason, Guðmundur. . German and Austrian U-boats of World War I - Kaiserliche Marine - Uboat.net.   [2022-06-07].
8. ↑  . The Airship Heritage Trust.   [2014-04-22]. （原始内容存档于2012-07-22）.
9. 1 2  . violatrawler.net. 2018-09-29  [2022-06-08].
10. ↑  Helgason, Guðmundur. . German and Austrian U-boats of World War I - Kaiserliche Marine - Uboat.net.   [2015-03-10].